# Emilio Pérez Pizarro
Emilio Pérez Pizarro (Ciudad Real, Castilla-La Mancha, España, 1 de octubre de 1975) es un árbitro de baloncesto español de la liga ACB.

## Trayectoria
Empezó a arbitrar en 1991, pero antes fue jugador de baloncesto en su colegio, el Juan de Ávila de Ciudad Real. El paso al arbitraje surgió de manera casual, cuando le propusieron juzgar unas Olimpiadas Marianistas.
Su ascenso fue realmente rápido, ya que poco después de cumplir los 25 años debutaba el 2000 en la Liga ACB y consiguiendo ser árbitro internacional en 2003.
Dirigió la final de la Copa del Rey de 2018 que enfrentó al Real Madrid y al Fútbol Club Barcelona (90–92).

## Temporadas
| Categoría        | País   | Año               |
| ---------------- | ------ | ----------------- |
| Categorías bases | España | 1991 - 1993       |
| Segunda división | España | 1993 - 1998       |
| Liga EBA         | España | 1998 - 1999       |
| Liga LEB         | España | 1999 - 2000       |
| Liga ACB         | España | 2000 - Actualidad |